# L'Ange bleu (film, 1959)
Pour les articles homonymes, voir Ange bleu et Blauer Engel.
L'Ange bleu (The Blue Angel) est un film américain réalisé par Edward Dmytryk, sorti en 1959.
Il s'agit d'un remake de L'Ange bleu de Josef von Sternberg, sorti en 1930.

## Synopsis
Quand il apprend que plusieurs de ses élèves fréquentent une boite de nuit appelée l’Ange Bleu, le professeur Immanuel Rath décide de se rendre sur place pour les dissuader d'entrer. Prenant place à une table, il y voit alors se produire une artiste nommée Lola dont il tombe sous le charme sensuel. Le temps passant, il devient de plus en plus obsédé par la jeune femme ce qui lui fait perdre son travail, ses économies et sa dignité.

## Fiche technique
- Titre original : The Blue Angel
- Réalisation : Edward Dmytryk
- Scénario : Nigel Balchin, d'après le scénario de Robert Liebmann, Karl Vollmöller et Carl Zuckmayer et le roman d'Heinrich Mann, "Professor Unrat"
- Photographie : Leon Shamroy
- Musique : Hugo Friedhofer
- Chorégraphie : Hermes Pan
- Montage : Jack W. Holmes
- Décors : Paul S. Fox et Walter M. Scott
- Costumes : Adele Balkan
- Son : Harry M. Leonard et E. Clayton Ward
- Pays d'origine :  États-Unis
- Genre : Film dramatique
- Durée : 107 minutes
- Date de sortie :
  - États-Unis : 1959
- Affiche : Georges Kerfyser (France)

## Distribution
- Curd Jürgens : Professeur Immanuel Rath
- May Britt : Lola-Lola
- Theodore Bikel : Klepert
- John Banner : le principal Harter
- Fabrizio Mioni : Rolf
- Ludwig Stössel : Professeur Braun
- Wolfe Barzell : le clown
- Ina Anders : Gussie
- Richard Tyler : Keiselsack

Acteurs non crédités :
- John George : Patron de club
- BarBara Luna : Chorus girl